# Phyllodonta anca
Phyllodonta anca är en fjärilsart som beskrevs av Paul Dognin 1901. Phyllodonta anca ingår i släktet Phyllodonta och familjen mätare. Inga underarter finns listade i Catalogue of Life.